# Paepalanthus albovillosus
Paepalanthus albovillosus är en gräsväxtart som beskrevs av Silveira. Paepalanthus albovillosus ingår i släktet Paepalanthus och familjen Eriocaulaceae. Inga underarter finns listade i Catalogue of Life.